# Přerubenice
Přerubenice – miejscowość i gmina (obec) w Czechach, w kraju środkowoczeskim, w powiecie Rakovník. W 2022 roku liczyła 79 mieszkańców.